# Образование в Кирибати

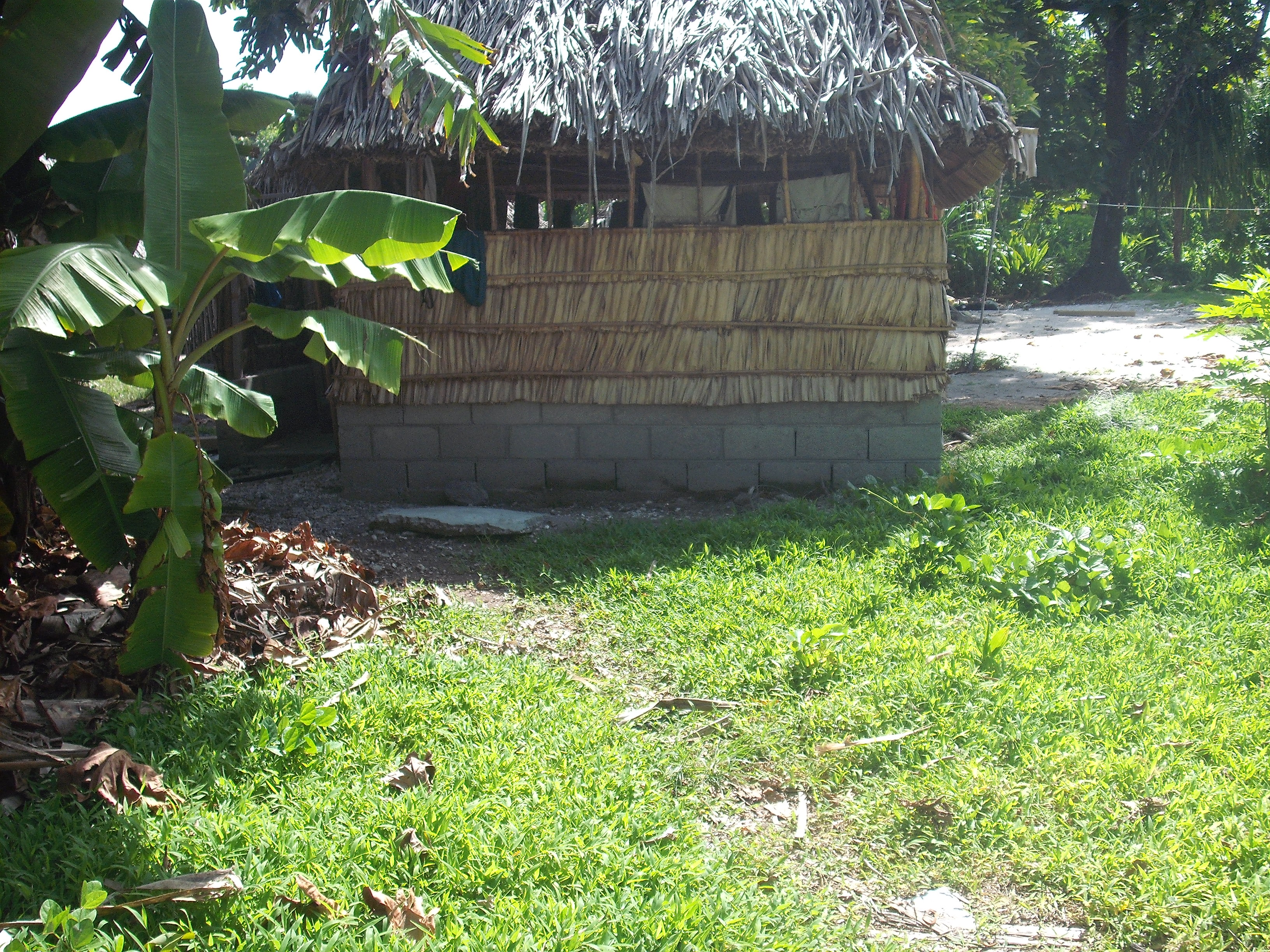
Teraaka Primary School — начальная школа Тераака на атолле Бутаритари

Система образования в Кирибати направлена на создание высокообразованного и квалифицированного населения, расширение доступа к достойной занятости; развитие высококвалифицированной, квалифицированной и эффективной рабочей силы и доступной и недорогой качественной системы здравоохранения.
Система образования в Кирибати формировалась под воздействием географических и исторических факторов. Ключевым историческим фактором является длительный колониальный период период: до середины 1979 года территория современной Республики Кирибати входила в колониальную систему Британской империи и частично США. 
Государство обеспечивает бесплатное образование всем гражданам в возрасте до 17 лет (дошкольное и школьное) и обязательное с 6 до 14 лет.
Среднее образование предоставляется в системе трёхуровневых школ:
- Начальная школа (англ. Primary school) включает классы с 1 по 6-й и учеников с 6 до 11 лет.
- Младшая средняя школа (англ. Junior Secondary School) включает классы с 7 по 9-й и учеников с 12 до 14 лет.
- Старшая средняя школа (англ. Senior Secondary School) включает классы с 10 по 13-й и учеников с 15 до 18 лет.
- Комбинированные средние школы (англ. Combined secondary School) включают в себя одновременно классы младшей и старшей средней школы (с 7 по 13-й) и учеников с 12 до 18 лет.

Специальное и высшее образование предоставляется в специализированных учебных заведениях.
Начальные школы охватывают всю страну и обеспечивают доступ к обязательному бесплатному начальному образованию жителям близлежащих деревень. Младшая средняя школа обычно расположена в центре каждого атолла для обеспечения логистической доступности, а старшие средние школы — в основных населенных пунктах. Все начальные школы и младшие средние школы государственные, а в числе старших и комбинированных средних школ присутствуют как государственные так и церковные.
Важнейшим образовательным центром Кирибати является Тарава (см. Список учебных заведений Таравы).
Миссонерские школы постепенно подчиняются правительственной системе образования. Существуют начальные и средние католические школы, управляемые различными христианскими деноминациями, в особенности католической церковью (например, Сент-Джозеф Колледж, основанный в 1939 году) и пятидесятниками (Старшая школа Морони). Педагогический колледж и Школа Короля Георга V и Элен Бернаш находятся в столичном районе Бикенибеу.
Распространённость высшего образования растёт. Возможно получение технических, морских, педагогических профессий либо обучение за рубежом. Большая часть обучающихся за рубежом направляется в фиджийский Южнотихоокеанский университет; желающие закончить медицинский вуз направляются на Кубу.

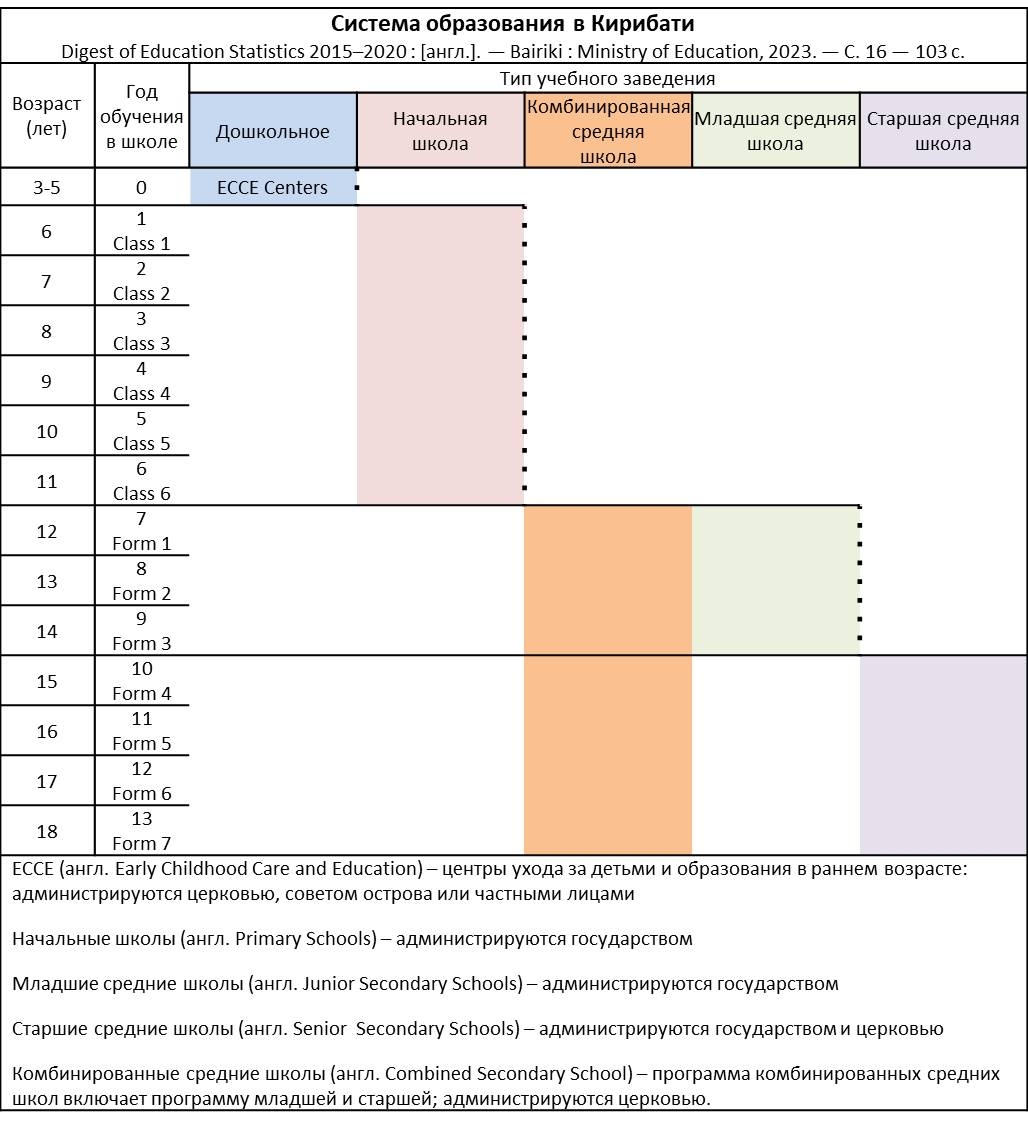
Структура образования в Кирибати

## Школьное образование
До 1965 года на территории нынешнего Кирибати не существовало единого подхода к начальному и среднему образованию. Все существовавшие школы содержались на средства церковных организаций и не имели единых учебных программ. Первые пути формирования единых подходов в образовании были намечены в 1965 году, а в 1970 году были официализированы Палатой общин. Основной целью образовательной политики было «обеспечить девятилетнее начальное образование для всех детей, которое подготовило бы их к участию в социальном и экономическом развитии колонии и, в то же время, обеспечить надежную образовательную базу для тех, кто был отобран для среднего образования».
В рамках этой инициативы в середине 1970-х годов были созданы общественные средние школы, которые, по мнению колониального правительства, должны были предоставить возможность обучения тем ученикам, которые не смогли попасть в одну из пяти средних школ, существовавшим к тому времени на островах (одна государственная, остальные церковные, принадлежавшие различным конфессиям). Для поступления в среднюю школу требовалось сдать обязательный экзамен, который был преодолим только для 40 % выпускников начальной школы. Не сдавшие экзамен дети могли продолжить образование в общественных средних школах, которые имели значительную профессиональную направленность в ущерб общеобразовательным предметам. В результате большинство родителей отказывалось от дальнейшего образования детей, что приводило к «запиранию» молодёжи в рамках своего острова и лишало перспективы на рынке труда.
После обретения независимости правительство Кирибати приложило не мало усилий с целью развития системы образования и облегчения доступа к образовательным услугам всех жителей островов Кирибати соответствующего возраста. В 1977 году правительство взяло под свой контроль все начальные школы, за исключением шести, которые решили остаться вне системы и были зарегистрированы как частные школы. Одновременно была отменена плата за обучение во всех школах. В 1980 году была сформирована единая образовательная политика, которая включала введение бесплатного и обязательного начального для детей в возрасте от 6 до 12 лет.
В 1994 году президент Тебуроро Тито, бывший учителем по профессии, включил в бесплатное обучение три класса младшей средней школы, расширив возраст обязательного образования до 14 лет. С 1996 года при Министерстве образования, обучения и технологий был создан центр разработки учебных программ (англ. Curriculum Development R Centre), который стал разрабатывать программы и методические материалы по следующим предметам: английский язык, математика, домоводство, музыка, естественные науки, общественные науки, краеведение Кирибати и другие.
В 1996 году на территории Кирибати началась подготовка учителей для младших средних школ. Была разработана двухгодичная программа обучения и первые 20 будущих учителей приступили к обучению в Педагогическом колледже (англ. Kiribati Teachers College). В соответствии с программой учителя должны были специализироваться на одной из рекомендованных пар предметов (английский язык/искусство, математика/естественные науки, бухгалтерский учёт/физкультура, домоводство/краеведение Кирибати и промышленные навыки/краеведение Кирибати). По итогу 2002 года 122 педагога имели сертификат на право преподавания в младшей средней школе.
В 1997 году Правительство Кирибати выделило первые 187 000 австралийских долларов на строительство младших средних школ. К концу 2002 года правительство Кирибати потратило 5,17 млн долларов собственных средств на создание младших средних школ. Ещё 15 млн долларов было предоставлено Австралией.
В начале 1998 года первые четыре начальные средние школы были полностью построены. В начале учебного года ученики островов Макин, Ноноути, Онотоа и Киритимати смогли начать обучение в новых младших средних школах. Педагогические коллективы были укомплектованы первыми выпускниками Педагогического колледжа и учителями переведёнными из начальных школ. В следующем году открылись восемь школ на островах Северная Тарава, Табитеуэа (две школы), Абемама, Бутаритари, Абаианг, Аранука и Тамана. С 2000 по 2001 годы начальные средние школы были открыты на всех островах Кирибати с постоянным населением. Это позволило всем ученикам посещать школы в пределах своего острова.
С 1999 года срок обучения в Педагогическом колледже увеличился до 3 лет, что позволило обеспечить лучшую подготовку молодых учителей. Одновременно была запущена программа повышения квалификации для преподавателей, завершивших обучение в предыдущие годы.
Одновременно началась интеграция учебных программ Педагогического колледжа и Южнотихоокеанского университета. Кампус Кирибати проводит обучение по программам, к которым привлекаются преподаватели из центрального кампуса в Суве, Фиджи.
Результатом реформ в сфере образования стал безбарьерный доступ к начальному среднему образованию всех детей в возрасте от 6 до 14 лет. По состоянию на 2002 год, отражённым в индексе ЮНЕСКО «Образование для всех», 87 % детей в возрасте от 12 до 14 лет проходили обучение в младших средних школах.
В 2000 году Правительство стало стимулировать церковные школы отказаться от обучения школьников младше старшей средней школы и сконцентрировать усилия на старших классах среднего образования. К 2002 году из 14 церковных школ только 4 имели классы в возрасте с 12 до 14 лет, объясняя это конфессиональными соображениями.
В своих документах ЮНЕСКО отмечало, что цель дать свободный и равный доступ к базовому образованию всей молодёжи страны была не желание соответствовать формальным требованиям международных конвенций, а «ощущаемая потребность людей, основная культурная ценность в преимущественно эгалитарном обществе Кирибати».

### Среднее образование
Среднее образование в Кирибати представлено тремя видами школ: младшая средняя, старшая средняя и комбинированная средняя школа, объединяющая программы младшей и старшей средних школ. Первые четыре младших средних школ были открыты в 1988 году. К концу 2002 года на всех обитаемых островах Кирибати работала 21 младшая средняя школа, в которых обучалось 5299 учеников в возрасте от 12 до 14 лет.